# 畦田ひとみ
畦田 ひとみ（うねだ ひとみ、1994年2月22日 - ）は、日本の女優。本名、同じ。
大阪府出身。大手前大学メディア・芸術学部卒業。エフ・エム・ジー所属。京阪電気鉄道イメージキャラクター5代目「おけいはん」。

## 略歴
小学生の時に兄が出演するCMの撮影現場に同行して「楽しそう。自分もできればいいな」と憧れを抱き、高校時代に友人が出演する舞台を見て演劇に興味を抱く。舞台について幅広く学ぶために大手前大学のメディア・芸術学部に進学し、アニメ、建築、デザインなどの数ある専門分野の中から映画・演劇を専攻する。
大学在学中の2012年に父が持ち帰った応募用紙を見て、人前で自分を表現することにもともと興味を抱いていたことから、駄目で元々と初の公募となる京阪電気鉄道沿線をPRするイメージキャラクター5代目「おけいはん」に応募。1,801名の応募者の中から書類・面接選考を経て最終候補者の6名に残り、一般参加のウェブ投票では6名中の4位だったものの最終選考会で「チャレンジする女性を感じさせる明るさと元気さ」「素直さや世代を超えて愛される好感度」などが評価されて、5代目「おけいはん」の「中之島けい子」に選出された。11月15日より放送のCMを皮切りに、3年間にわたってCM・ポスターや京阪電鉄沿線で開催されるイベントに出演した。
大学在学中よりNHK連続テレビ小説『あさが来た』に出演するなど女優として活動を開始。2016年3月に大手前大学メディア・芸術学部を卒業した。
NHK大阪放送局が制作する連続テレビ小説に『あさが来た』『べっぴんさん』『わろてんか』『まんぷく』と4作連続で出演して存在感を発揮し、「BK（NHK大阪放送局）御用達」女優としてさらに大きな役どころでの出演も期待されている。

## 人物

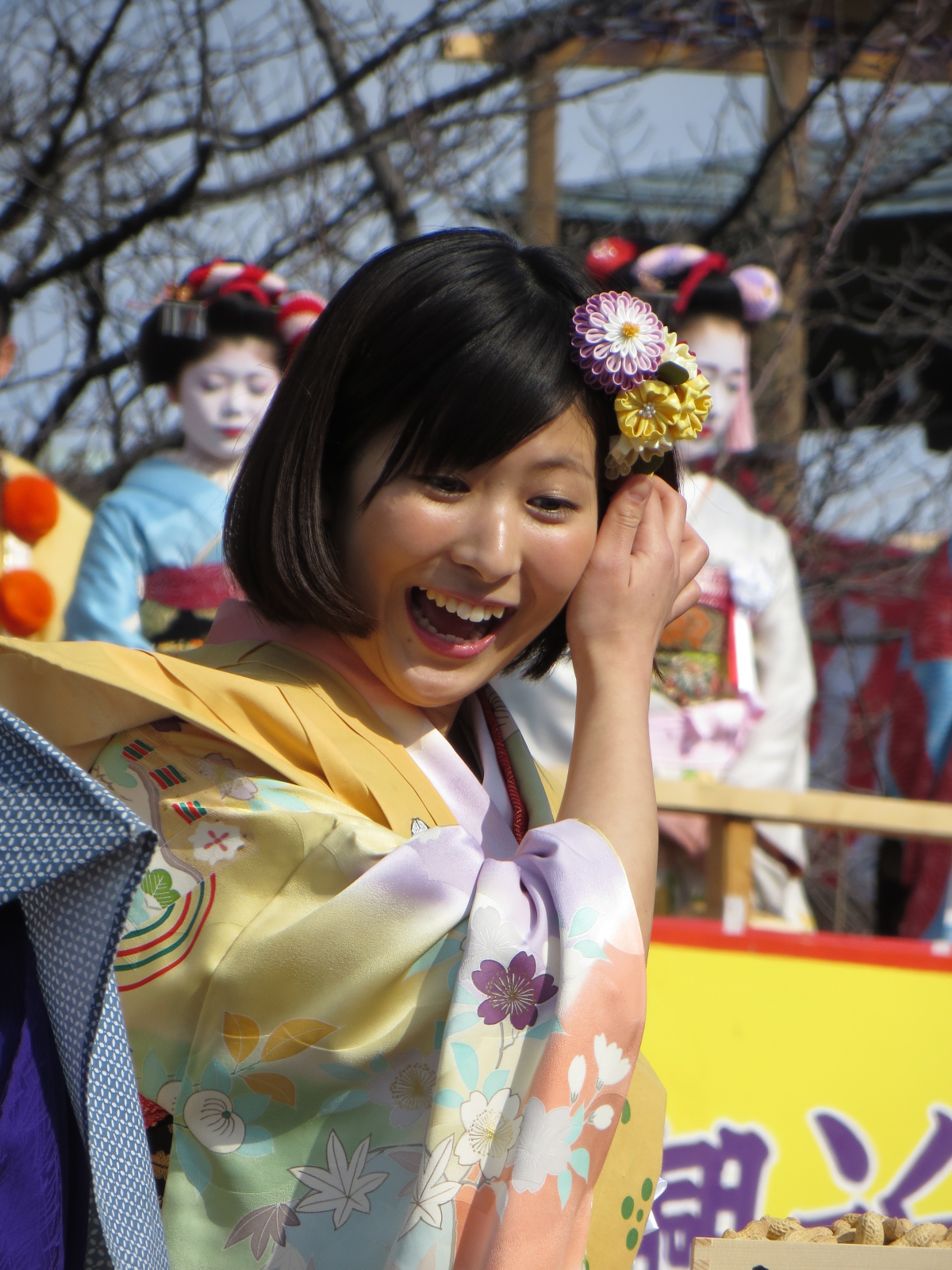
2013年

身長163cm。スリーサイズはB81cm、W64cm、H87cm。靴のサイズは24.0cm。
特技はトランペット。趣味はギター、歌を歌うこと。中学、高校と吹奏楽部に所属しトランペットを担当、中学3年の時にマーチングバンドで全国大会に出場、高校の時にも全国大会に出場している。
2025年6月28日、俳優の岩男海史と入籍したとインスタグラムなどで発表。

## 出演

### テレビドラマ
- 土曜ワイド劇場 京都美食タクシー殺人レシピ（2015年6月13日、テレビ朝日） - 小山志保 役
- 経世済民の男 第二部『小林一三』（2015年9月15日、22日、NHK総合） - ふさ 役
- 大江戸事件帖 美味でそうろう（2015年12月4日、BS朝日） - 音奴 役
- 連続テレビ小説（NHK）
  - あさが来た（2015年9月 - 2016年4月） - ツタ 役
  - べっぴんさん（2016年10月 - 2017年4月） - 浮島時子 役
    - べっぴんさん スペシャルドラマ「恋する百貨店」（2017年4月29日、NHK BSプレミアム）
    - べっぴんさん 特別編「忘れられない忘れ物 〜ヨーソローの一日」（2017年5月6日、NHK BSプレミアム）

  - わろてんか（2017年10月 - 2018年3月） - 勝部なつ 役
  - まんぷく（2019年1月8日　-2019年1月19日）　織田島久美子 役
- 宮沢賢治の食卓（2017年6月 - 7月、WOWOW） - 宮沢シゲ 役
- 遺留捜査（テレビ朝日）
  - 第4シリーズ 第1話（2017年7月13日） - 森野静香 役
  - 第5シリーズ 最終話2時間スペシャル（2018年9月13日） - 小野まゆみ 役
  - 新作スペシャル2（2019年12月1日） - 溝口佳奈恵 役
- 日曜ワイド 電卓刑事（2017年12月17日、テレビ朝日） - 春菜 役
- 女子的生活 第2・4回（2018年1月12・26日、NHK総合）
- くノ一忍法帖 蛍火 第6話「剣士と女」（2018年6月5日、BSジャパン） - お苑 役
- 不惑のスクラム 第2回（2018年9月8日、NHK総合） - 吉岡真理 役
- 猪又進と8人の喪女〜私の初めてもらってください〜 第7話「箱入り喪女」（2019年12月6日、関西テレビ/2020年1月、BSフジ） - 紺之宮紅葉 役
- DIVER-特殊潜入班- 第1話（2020年9月22日、関西テレビ） - シンソミン 役
- きれいのくに 第1話（2021年4月12日、NHK）
- 探偵☆星鴨 第3話（2021年5月10日、日本テレビ） - 演劇部のメンバー 役
- クロシンリ 彼女が教える禁断の心理術 第4章（2021年5月14日、関西テレビ）
- 相棒 season20 第5話「光射す」（2021年、テレビ朝日） - 桂木雪乃 役
- 暴太郎戦隊ドンブラザーズ 第6話（2022年4月10日、テレビ朝日） - 切田風香 / 動物鬼 役[14]
- 先輩、断じて恋では!（2022年6月17日 - 8月12日、MBS 他） - 谷本さくら 役
- NICE FLIGHT! 第1話（2022年7月22日、テレビ朝日） - 山野井 役
- 超特急、地球を救え。 第1話（2022年9月7日、テレビ東京）
- シャイロックの子供たち 第4話（2022年、WOWOW）
- 大奥 第6話（2023年2月14日、NHK）
- おとなりに銀河（2023年、NHK総合） - 清水看護師 役
- ノッキンオン・ロックドドア 第2話・第3話（2023年8月5日・12日、テレビ朝日） - 吉澤楓 役
- 仮想儀礼 第3回（2023年、NHK BSプレミアム4K） - 島森詩織 役
- 知らないのは主役だけ（2023年10月9日、関西テレビ）
- 大河ドラマ（NHK）
  - 光る君へ 第13回（2023年3月31日）
- 特捜9 season7 第3話（2024年4月17日、テレビ朝日） - 喫茶店店員 役[15]
- マウンテンドクター（2024年） - 松田結衣 役
- 嘘解きレトリック（2024年） - 女給・ツキコ 役

### ラジオドラマ
- 燃え尽きた・・・春〜大阪大空襲から70年〜（2015年3月30日、MBSラジオ）
- 5拍子の福音（2017年3月26日、MBSラジオ）
- オトンヘブン（2018年3月、MBSラジオ）
- 東京藝術大学大学院　坂元裕二ゼミ　短編オーディオドラマ「傘を貸しただけなのに」
- NISSAN あ、安部礼司 〜 beyond the average 〜 望海ひかり 役 (TOKYO FM)
- NUMA「スピカの星」
- NUMA 新イヤードラマ『電話はつづくよどこまでも』
- 特集オーディオドラマ「真夜中のプラネタリウム」（2022年12月24日、NHK-FM）
- NHK FM「夜に星を放つ」

### 映画
- クレイジーアイランド 奈緒美の愛と青春と狂気の爆走ロード（2019年3月23日公開[注 1]、監督：辻凪子・阪元裕吾）
- 「＃OOO」（シャープスリーオー）カナザワ映画祭2019　監督：Koji Uehara
- 「Mistake」　監督：水落豊
- 「虹が落ちる前に」監督：Koji Uehara
- 「189」　監督：加門幾生
- 「アナログ」　監督：タハカタ秀太
- 「キリエのうた」　監督：岩井俊二
- 「マッチング」監督：内田英治
- 「サイレントラブ」監督：内田英治
- 「MY MOTHER NEVER CRY」:Koji Uehara

### 舞台
- テノヒラサイズ『大豆の丸みに心打たれて生きろ』（2017年3月31日 - 4月2日、HEP HALL）
- スイス銀行『ウルトラ早押しギリギリ少女』（2017年11月3日 - 6日、一心寺シアター倶楽）
- AR PRESENTS『こちらトゥルーロマンス株式会社』（2019年4月4日 - 7日、HEP HALL）
- バッドボーイズ佐田正樹「ひとり芝居」【3】（2019年8月8日 - 11日、テアトルBonbon）
- テノヒラサイズ『憧れのデコラティブライフ』（2019年10月25日 - 27日、HEP HALL）
- こどもの一生（2020年2月20日 - 24日、大阪市立芸術創造館 / 2月28日 - 3月2日、アトリエファンファーレ東池袋） - 静ちゃん 役
- 「FANTASY WORLD?」　作・演出：宝来忠昭
- 二兎社「探りあう人たち」　作・演出：永井愛
- コンプソンズ＃11「愛について語るときは静かにしてくれ」　作・演出：金子鈴幸

### ミュージック・ビデオ
- ドラマストア「ラブソングはいらない」（2019年8月）
- Mr.ふぉるて「ジャーニー」（2019年11月）

### CM

#### テレビCM
- 京阪電気鉄道（2012年11月 - 2016年2月） - イメージキャラクター5代目「おけいはん」（中之島けい子）[16]
- 金城大学 「未来の姿」編（2017年3月 - ）
- 小林製薬 ガスピタン 「オナラが出そう」篇（2017年4月 - ）
- マイベストプロ（IT導入補助金）CMナレーション
- 楽楽明細　WEBスペシャルムービー
- 資生堂「純白専科すっぴん朝雪美容液」　WEB　スペシャルムービー
- ダイハツ工業　社内DVD
- 葛城市PR動画　ナレーション
- NTT西日本　Vision篇・提案書篇・テレワークサポート篇
- 栗本鐵工所　『くりもとさん』イメージムービー
- 神鋼不動産
- こくみん共済　新社会人「働き始めた娘へ」篇
- 雪の宿（三幸製菓）　「ホワミル気球」篇 (2019年11月2日 - ）
- プレミアグループ　プレミアの故障保証「故障しても安心な理由」篇（2019年12月 - ）
- リクルート　Airシフト「ココロの歌」篇
- 岩谷産業　ナレーション
- KFCコーポレーションケンタッキーフライドチキン「骨なしチキン1000円パック」
- SAISON CARD Digital 「落としたコイン　女性篇」
- ロート製薬　メディクイックE「耳がかゆい」篇
- クラシアン「かけつけ」篇
- バニッシュ・スタンダード　STAFF START
- 「仁淀ブルー観光協議会　NIYODO BLUE!」【ドラマ】ショートドラマ
- ニトリ　Presented by SANTA（WEB)
- ニトリ「ニトリのクリスマス」（ナレーション）
- LINE広告、LINE公式アカウント、LINEミニアプリ（WEB）
- イオントップバリュ「パクッとたんぱく質！」篇
- 東京メトロ「TOKYO TREND RANKING　3月号表紙」（グラフィック）
- りそなグループ「はじめての資産運用　りそなではなそ。
- KIRIN　スプリングバレー
- 養命酒「家族と野球」篇
- freee株式会社　起業ダンドリコーディネーター（WEB）
- イオンリテール　ホームコーディ カラーランチシリーズ
- しまむらFIBERHEAT「あったか着る毛布」
- 日本郵便　年賀状印刷
- ショップチャンネル「24時間！年末家電祭」
- 進研ゼミ小学講座 「とき直しチャウ」篇（ナレーション)
- レバウェル「ドラマ」篇
- ソフトフロントホールディングス「電話対応改革なら！AIボイスボットcommubo」(WEB)
- 江崎グリコ　パピコでGo！RADIO（WEB）
- 森永乳業　ビヒダスヨーグルト便通改善「うれしい報告」篇
- オリックス生命　終身保険RISE「赤さん」篇
- 進研ゼミ小学講座「勉強が好きになる」編
- スタッフサービス「たらい回し」編

#### ラジオCM
- JR西日本
- 出光興産
- 伊藤ハム
- KIRIN
- タイガー魔法瓶
- NTTドコモ
- パナソニック
- 呉工業
- ダイキン工業
- ヤマト運輸
- ピタットハウスネットワーク
- アート引越センター
- 日産自動車
- トヨタ自動車

## 作品

### 楽曲参加
- アンダーグラフ「明日は続くよどこまでも」（2014年） - トランペット演奏[注 2][17]